# Lea Mäkipää
Lea Kaarina Mäkipää, född 6 maj 1947 i Kihniö, är en finländsk politiker. Hon är sannfinländsk ledamot av Finlands riksdag sedan 2011. Tidigare representerade hon Finlands landsbygdsparti i riksdagen 1983–1995. Mäkipää är merkonom till utbildningen.
Mäkipää blev omvald i riksdagsvalet 2015 med 6 124 röster från Birkalands valkrets.